# Castillo de Ars
El Castillo de Ars es un monumento del núcleo de Ars en el municipio de Valles del Valira, en la comarca del Alto Urgel.

## Descripción
El elemento más entero del castillo es la torre, emplazada en un peñasco sobre la iglesia o núcleo del pueblo. Esta torre, de planta rectangular, debía tener un perímetro exterior de 5 X 6 m. Actualmente sólo se conservan fragmentos notables de las fachadas NE y NW, con una altura de 9 m en el punto más alto.
El aparato es muy primitivo, de piedra de pizarra poco desbastada y unida con tierra en hiladas irregulares. El grueso de los muros es de 1 m en la base, pero adelgazan a medida que se elevan. En el muro NE abre una aspillera y al NW una ventanilla.
La interpretación de la estructura resulta difícil por la gran cantidad de escombros y los setos que crecen. Se pueden ver los restos de una especie de edificación con un pequeño muro semicircular y los restos de tres cuartos de dimensiones considerables, que se adaptan a la pendiente.

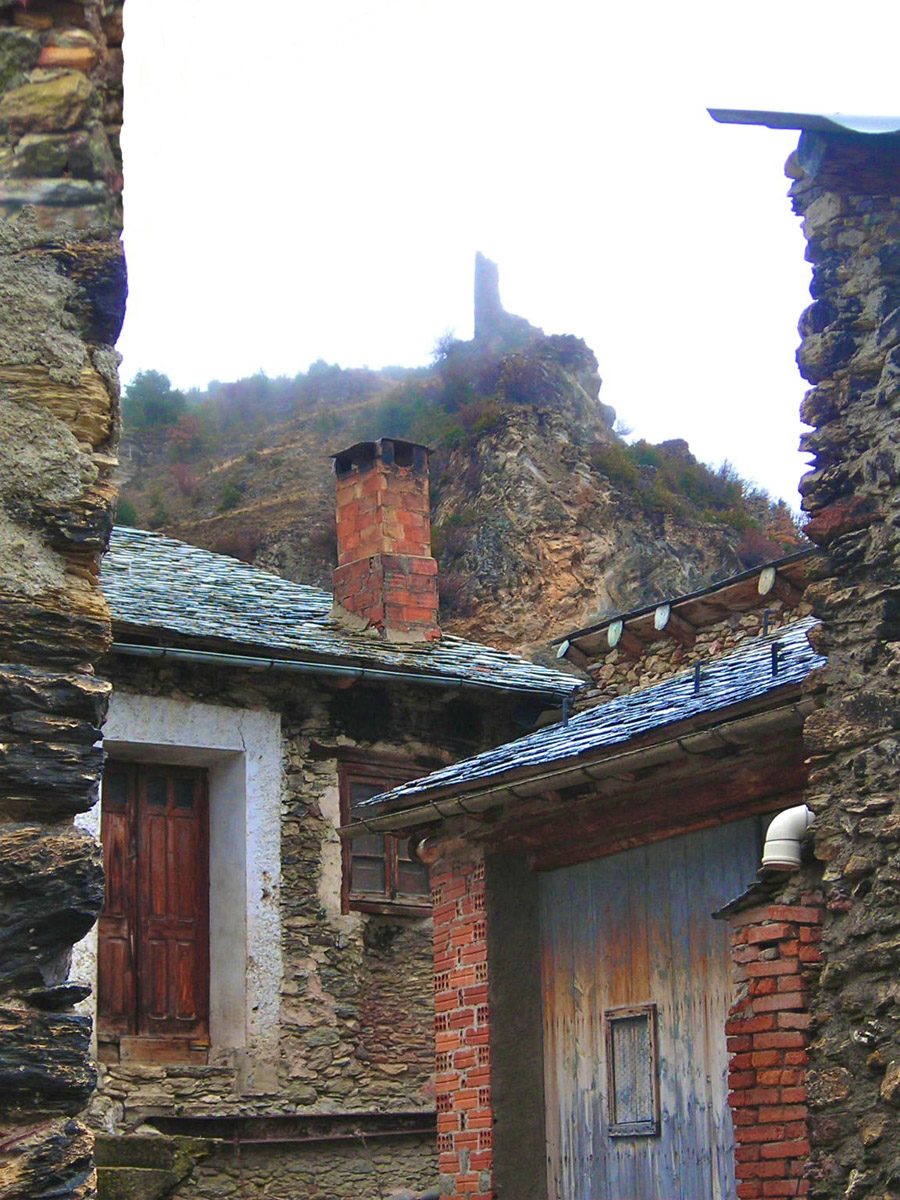
Vista de las ruinas del castillo desde Ars.

## Historia
El castillo de término estructuraba el sistema defensivo de la ribera izquierda del río Valira. Pertenecía al cuartel de Castellciutat del vizcondado de Castellbó. Guillem Guitard de Caboet, por su testamento del 1110, dejaba el castillo de Ars a la iglesia de Urgel. En 1145 aparece documentado como "castro Arts". En 1154 el nuevo señor de Caboet, Ramón, prometía al obispo de Urgel la entrega de la potestad del castillo de Ars siempre que la pidiera. Al morir Ramón de Caboet, su hermana Gebelina tuvo la enfeudado de este castillo por la Mitra.
Sin embargo, a raíz de estos hechos se suscitaron unas cuestiones entre Arnau de Caboet (hermano del difunto) y el obispo de Urgel y, por convenio de julio de 1159, el castillo y la villa de Ars fueron cedidos en franco alodio a Pedro de San Juan y sus hermanos. En 1163 "Alamandi de Toralla", caballero del Pallars, se arrepentía de haber cometido maldades a la "villula de Arts". El 21 de mayo de 1185 el obispo enfeudó a Arnau de Castellbó los castillos de Ars y Tor, del valle de San Juan.
Hasta la extinción de los señoríos Ars perteneció a la Colegiata de Santa María de Orgaña.